# El Gordo de la Primitiva

Logotipo de El Gordo de la Primitiva, de Loterías y Apuestas del Estado

El Gordo de la Primitiva es un juego de azar regulado por Loterías y Apuestas del Estado (LAE).

## Cómo se juega
Consiste en elegir 5 números del 1 al 54 de la 1.ª matriz (PRONÓSTICOS) y 1 número del 0 al 9 de la 2.ª matriz (NÚMERO CLAVE), para Apuestas Sencillas. Para acertar un Premio de Primera Categoría es necesario acertar los cinco números de la Combinación Ganadora más el Número Clave. Si se acierta el número clave se tiene derecho a reintegro independientemente de los otros premios.
Se pueden jugar múltiples apuestas en el mismo boleto, marcando de 6 a 11 casillas en los Pronósticos, para un total de entre 6 y 462 apuestas. Una misma apuesta no puede ganar más de un premio, pero sí diferentes apuestas en el mismo boleto.
La edad mínima para participar en el sorteo es de 18 años.

## Días del sorteo
Los sorteos del Gordo de la Primitiva se celebran los domingos de cada semana a las 21:40h en el Salón de Sorteos de Loterías y Apuestas del Estado situado en la calle Capitán Haya número 53 de Madrid. Hasta 10 de febrero de 2013 este sorteo se vino realizando a las 13:30. La causa del cambio del horario del sorteo se debe a la incorporación en la participación al juego de la República Dominicana.
Desde 2015 solo se comercializa en España.

## Precio del boleto
El precio de cada participación, entendiéndose ésta como apuesta tiene un valor de 1.50€.

## Probabilidades de acertar
Esta es la tabla de probabilidades de aciertos en cada categoría de premios (números + claves). Según las reglas del juego, en cada apuesta se eligen 5 números entre 54 y además 1 número extra (llamado “número clave”) entre 0 y 9.
| Categoría | Aciertos | Probabilidad       |
| --------- | -------- | ------------------ |
| 1.ª       | (5+1)    | 1 entre 31.625.100 |
| 2.ª       | (5+0)    | 1 entre 3.513.900  |
| 3.ª       | (4+1)    | 1 entre 129.082    |
| 4.ª       | (4+0)    | 1 entre 14.342     |
| 5.ª       | (3+1)    | 1 entre 2.689      |
| 6.ª       | (3+0)    | 1 entre 299        |
| 7.ª       | (2+1)    | 1 entre 172        |
| 8.ª       | (2+0)    | 1 entre 19         |

## Cantidades de los premios
Del total T recaudado en un sorteo, el organismo organizador retiene un 45% para el Estado. Un 10% se reserva para reintegros, y el 45% restante se reparte en premios (22% para la primera categoría y 23% para el resto).
En todas las categorías, el premio se divide a partes iguales entre todos los acertantes de la categoría.
La primera categoría tienen un premio mínimo garantizado de cinco millones de euros. En caso de que no haya acertantes de primera categoría, el 50% de la cantidad reservada (el 11% de la recaudación T) se añade al premio mínimo (o a la cantidad acumulada anterior) para la primera categoría de premios del siguiente sorteo. Esto a menudo produce grandes botes.
La cantidad para el resto de premios (23% de T) se reduce por los premios de 8.ª categoría (2+0, con un premio fijo de 3€ cada uno), y la cantidad resultante R se reparte como sigue:
- 33% de R para la segunda categoría (5+0)
- 6% de R para la tercera categoría (4+1)
- 7% de R para la cuarta categoría (4+0)
- 8% de R para la quinta categoría(3+1)
- 26% de R para la sexta categoría(3+0)
- 20% de R para la séptima categoría(2+1)

Se aplican reglas especiales en caso de que alguna de estas categorías permanezca desierta, y también en caso de que por la redistribución entre múltiples acertantes los premios de una categoría sean menores que los de una categoría inferior.

## Cobro de premios
El cobro de los premios se hace de dos maneras diferentes dependiendo de la cantidad ganada.
- Los premios con importe inferior a 2000€ podrán hacerse efectivos en cualquier establecimiento de Loterías y Apuestas del Estado.

- Los premios que superen los 2000€ solo se podrán hacer efectivos en las Entidades Bancarias Autorizadas y Delegaciones Comerciales[4] de Loterías y Apuestas del Estado que hay en cada provincia.